# Presa El Pueblito
El Balneario El Pueblito es la reserva de agua ubicada entre los municipios José Félix Ribas, Pedro Zaraza y el municipio El Socorro del estado Guárico, que se encuentra más al oeste del municipio Pedro Zaraza, estado Guárico, Venezuela, su tapón y centro turístico se encuentra en el municipio José Félix Ribas, donde se encuentran sitios a donde acampar como cabañas, baños, estacionamientos, compuertas y centro de distribución de agua hacia la población de Tucupido. Esta masa de agua es usada tanto para la agricultura como para el turismo, ya que es un balneario muy visitado en épocas de asueto (carnaval y Semana Santa).
En el municipio José Félix Ribas existe un caserío que lleva el mismo nombre ya que allí es donde se encuentra el tapón y el motor de distribución de agua de dicho balneario.

## Ficha técnica
| Nombre de la presa                   | El Pueblito                       |
| Año de puesta en servicio            | 1983                              |
| Nombre del río                       | Quebrada Honda                    |
| Ciudad más próxima                   | Zaraza                            |
| Ubicación                            | 42 km al oeste de Zaraza          |
| Estado/Municipio                     | Estado Guárico                    |
| Tipo de presa                        | De tierra, homogénea              |
| Altura de la presa                   | 20 m                              |
| Longitud de la cresta de la presa    | 2.160 m                           |
| Volumen de la presa                  | 2.400 miles de m³                 |
| Capacidad del embalse                | 314.980 miles de m³               |
| Superficie del embalse               | 49.500 miles de m²                |
| Propósito o uso del embalse          | Irrigación, control de crecientes |
| Capacidad de descarga del aliviadero | 68,2 m3/s                         |
| Tipo de aliviadero                   | Frontal, libre                    |
| Propietario                          | MARN                              |
| Oficina de diseño                    | MARN                              |
| Constructor                          | Canelsa, C.A., Emepe, Vialpa      |

## Deterioro
Actualmente el balneario y Presa El Pueblito no funciona como centro turístico del estado Guárico desde 2015, ya que su deterior y descuido por parte de los entes gubernamentales del gobierno nacional de Venezuela es notable, como también su distribución de agua hacia la población de Tucupido ha sido afectada.
Sus cabañas, baños y lugares para acampar se deterioró parcialmente por la inseguridad de dicha localidad y la falta de mantenimiento por el estado venezolano. En la actualidad ya no es visitada por turistas ni por personas de poblaciones cercanas por la inseguridad y delincuencia que se encuentra en dicho embalse, como también la destrucción parcial de sus instalaciones.